# Gyroflug SC01 Speed-Canard
Der Gyroflug SC01 Speed Canard ist ein zweisitziges deutsches Entenflugzeug aus glasfaserverstärktem Kunststoff.

## Geschichte
Die Piloten Peter Krauss und Jörg Elzenbeck bauten 1976 unter der Schirmherrschaft der Oskar Ursinus Vereinigung in 3000 Arbeitsstunden die erste VariEze in Deutschland nach Original-Bauplänen von Burt Rutan. Für die konstruktive Überarbeitung und Serienfertigung gründeten sie 1978 die Firma Gyroflug Ingenieur GmbH Stuttgart. Nach Strömungsuntersuchungen durch J. Drumm im Windkanal der TH Darmstadt wurden von Richard Eppler drei neue Profile für Tragflügel und Canard entworfen. Unter Auswertung der Ergebnisse entstand ein Flugzeug mit Segelflugzeugvorderrumpf mit Sitzen in Tandemanordnung.
Der Unfalltod von Peter Krauss am 17. Juli 1979 verzögerte die Entwicklung, doch Jörg Elzenbeck führte mit Hilfe seines Teams, dem u. a. Rudolf Voit-Nitschmann angehörte, das Projekt zu Ende. Der erste Prototyp (D-EEEX) startete am 2. Dezember 1980 in Baden-Baden zum Erstflug, der zweite (D-EEEW) am 17. April 1983. Die Musterzulassung durch das Luftfahrt-Bundesamt folgte am 30. September 1983, anschließend begann die Serienproduktion. Die Speed Canard war das erste in Deutschland musterzugelassene Flugzeug in Entenbauweise.
Ende 1984 übernahm Justus Dornier die Gyroflug und entwickelte das Flugzeug weiter. 1986 erschien die SC-01B mit um 25 cm verlängerten Winglets, die auch an den bisher produzierten Maschinen nachgerüstet werden konnten. Als Antrieb konnte nun optional ein stärkerer Lycoming O-320 mit 118 kW Leistung und Dreiblattpropeller bestellt werden. 26 Flugzeuge wurden mit diesem Antrieb bestellt, neun weitere auf diesen Motor umgerüstet. Im April 1988 zog Gyroflug nach Hohentengen um und nannte sich ab 1990 Gesellschaft für Flugzeug- und Faserverbund-Technologie mbH.
Die Gestaltung und die damals neuartige Sidestick-Steuerung waren ihrer Zeit vermutlich „zu weit“ voraus. Nachteile wie die beschränkte Zuladung und das kleine Gepäckfach mit nur 15 kg Zuladung sorgten dafür, dass die Speed Canard trotz ihrer sehr guten Flugleistungen keinen großen Kundenkreis erschließen konnte. Trotz spektakulärer Flüge wie dem Transatlantikflug einer SC-01 B-160 (D-EJDC) nach Oshkosh und zurück verkaufte sich die mit Standard-Instrumentierung circa 300.000 DM teure Maschine ab 1990 nur schleppend. Nach dem Bau von 58 Flugzeugen, von denen neun in die USA ausgeliefert wurden, meldete die ehemalige Gyroflug am 9. Dezember 1992 Konkurs an.
Im Dezember 2010 flogen allein in Europa noch 35 Stück.

### Light Aircraft Surveillance System
In Zusammenarbeit mit dem amerikanischen Rüstungskonzern TRW wurde durch Gyroflug (Zelle) und Dornier (Avionik) 1990 eine Speed Canard (D-EGED) als Plattform für Funkaufklärung genutzt. Unter der Bezeichnung LASS (Light Aircraft Surveillance System) fanden in der Nähe von Los Angeles Erprobungsflüge statt. Hierzu wurde der hintere Sitz ausgebaut und zur Unterbringung der Funkelektronik genutzt. Das System sollte sowohl bemannt, als auch unbemannt zum Einsatz kommen. In Hinsicht auf die damals absehbaren Abrüstungsbestrebungen sah TRW für das relativ kostengünstige Projekt einen Markt.

## Konstruktion

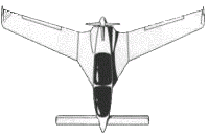
Speed Canard – Draufsicht

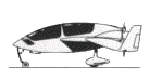
Speed Canard – Seitenansicht

Das Flugzeug ist ein Entenflugzeug mit Höhenruder am Rumpfbug, dessen Rumpfvorderteil die Bugsektion des doppelsitzigen Segelflugzeuges Grob G 103 Twin Astir bildet. Es wird durch einen Vierzylinder-Boxermotor Lycoming O-235-M1 mit 85 kW oder Lycoming O-320-D1A mit 118 kW über einen Druckpropeller im Rumpfheck angetrieben. Um das Leistungsvermögen zu erhöhen, waren zwei Strahltriebwerke KHD T117 von Klöckner-Humboldt-Deutz als Antriebsoption geplant, die eine Höchstgeschwindigkeit von 420 km/h ermöglichen sollten.
An den Tragflächenenden befinden sich Winglets, in denen die Seitenruder integriert sind. Die Steuerung erfolgt durch einen mechanischen Sidestick auf der rechten Cockpitseite. Die beiden hinteren Fahrwerksbeine sind starr und mit einer aerodynamischen Radverkleidung versehen, während das Bugrad einziehbar ist. Um das Ein- und Aussteigen zu erleichtern, kann es auch am Boden eingefahren werden. Die Speed Canard ruht dann auf einem kleinen Gummipuffer, der an der Außenseite des Bugfahrwerks angebracht ist.
Der mit dem Lycoming O-235 ausgerüstete Originalentwurf hatte einen geringeren Widerstand, geringeres Gewicht, größere Reichweite und eine höhere Zuladung. Der Verbrauch erhöhte sich durch das stärkere Triebwerk, das höhere Leergewicht, IFR-Ausrüstung und die längeren Winglets von 18 l/h auf über 28 l/h.
Im Vergleich zu Rutans Eigenbaukonstruktion VariEze waren die maximalen Lastvielfachen geringer, allerdings übertrifft die Speed Canard die VariEze aufgrund der hohen aerodynamischen Güte und dem neuen Canard- und Tragflügelprofil hinsichtlich Reichweite und Reisegeschwindigkeit um bis zu 30 %.

## Technische Daten

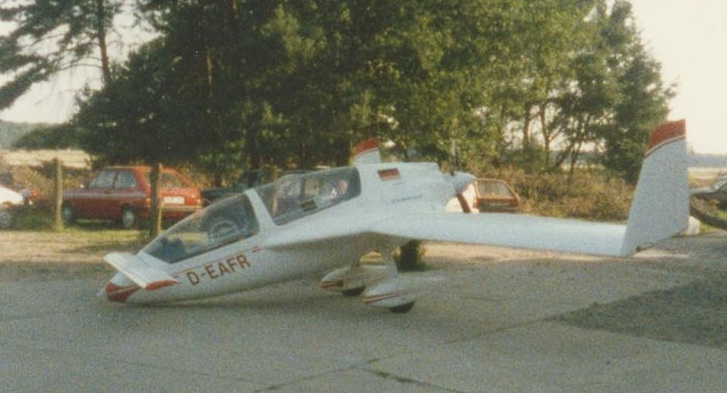
Abgestellte Gyroflug SC01 Speed-Canard mit eingezogenem Bugfahrwerk

| Kenngröße             | Daten der SC01 B-160                                                                         |
| --------------------- | -------------------------------------------------------------------------------------------- |
| Besatzung             | 1–2                                                                                          |
| Länge                 | 5,20 m                                                                                       |
| Spannweite            | 7,70 m                                                                                       |
| Höhe                  | 1,90 m                                                                                       |
| Flügelfläche          | 7,84 m²                                                                                      |
| max. Startmasse       | 680 bzw. 715 kg                                                                              |
| Reisegeschwindigkeit  | 280 km/h                                                                                     |
| Höchstgeschwindigkeit | 365 km/h                                                                                     |
| Dienstgipfelhöhe      | 5500 m                                                                                       |
| Reichweite            | 1600 km                                                                                      |
| Triebwerke            | ein Lycoming O-235-M1 85 kW (ca. 120 PS) oder ein Lycoming O-320-D1A mit 118 kW (ca. 160 PS) |